# Кросс-Анкер (Південна Кароліна)
Кросс-Анкер (англ. Cross Anchor) — переписна місцевість (CDP) в США, в окрузі Спартанберг штату Південна Кароліна. Населення — 116 осіб (2020).

## Географія
Кросс-Анкер розташований за координатами 34°38′39″ пн. ш. 81°51′29″ зх. д. / 34.64417° пн. ш. 81.85806° зх. д. (34.644241, -81.858033).  За даними Бюро перепису населення США в 2010 році переписна місцевість мала площу 2,01 км², з яких 2,00 км² — суходіл та 0,01 км² — водойми.

## Демографія
Згідно з переписом 2010 року, у переписній місцевості мешкало 126 осіб у 62 домогосподарствах у складі 35 родин. Густота населення становила 63 особи/км².  Було 72 помешкання (36/км²).
Расовий склад населення:
| - 71,4 % — білих - 23,8 % — чорних або афроамериканців - 0,8 % — корінних американців - 0,8 % — азіатів |

До двох чи більше рас належало 3,2 %. Частка іспаномовних становила 4,0 % від усіх жителів.
За віковим діапазоном населення розподілялося таким чином: 18,3 % — особи молодші 18 років, 63,4 % — особи у віці 18—64 років, 18,3 % — особи у віці 65 років та старші. Медіана віку мешканця становила 51,0 року. На 100 осіб жіночої статі у переписній місцевості припадало 72,6 чоловіків;  на 100 жінок у віці від 18 років та старших — 83,9 чоловіків також старших 18 років.
Цивільне працевлаштоване населення становило 80 осіб. Основні галузі зайнятості: роздрібна торгівля — 100,0 %.